# Distaghil Sar
Distaghil Sar é a mais alta montanha da Hispar Muztagh, subcordilheira da Karakoram, nos Territórios do Norte ou Gilgit-Baltistan. É a 19ª mais alta montanha do mundo.
A Distaghil Sar foi escalada pela primeira vez em 1960 por G. Starker e D. Marchart, membros de uma expedição austríaca liderada por Wolfgang Stefan.